# Le Crest
Le Crest è un comune francese di 1 273 abitanti situato nel dipartimento del Puy-de-Dôme nella regione dell'Alvernia-Rodano-Alpi.

## Galleria d'immagini

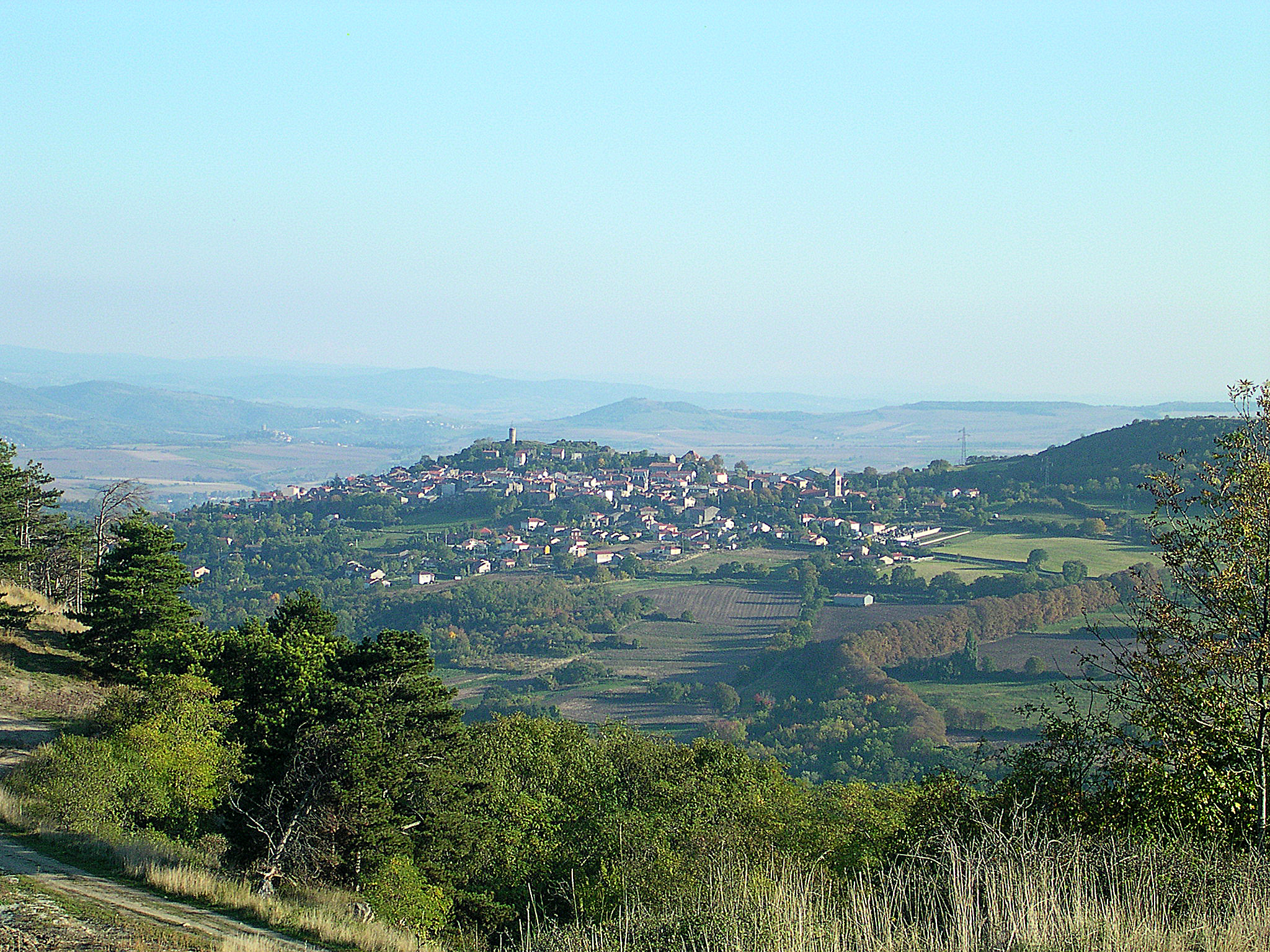
Le Crest, Dec. 2006
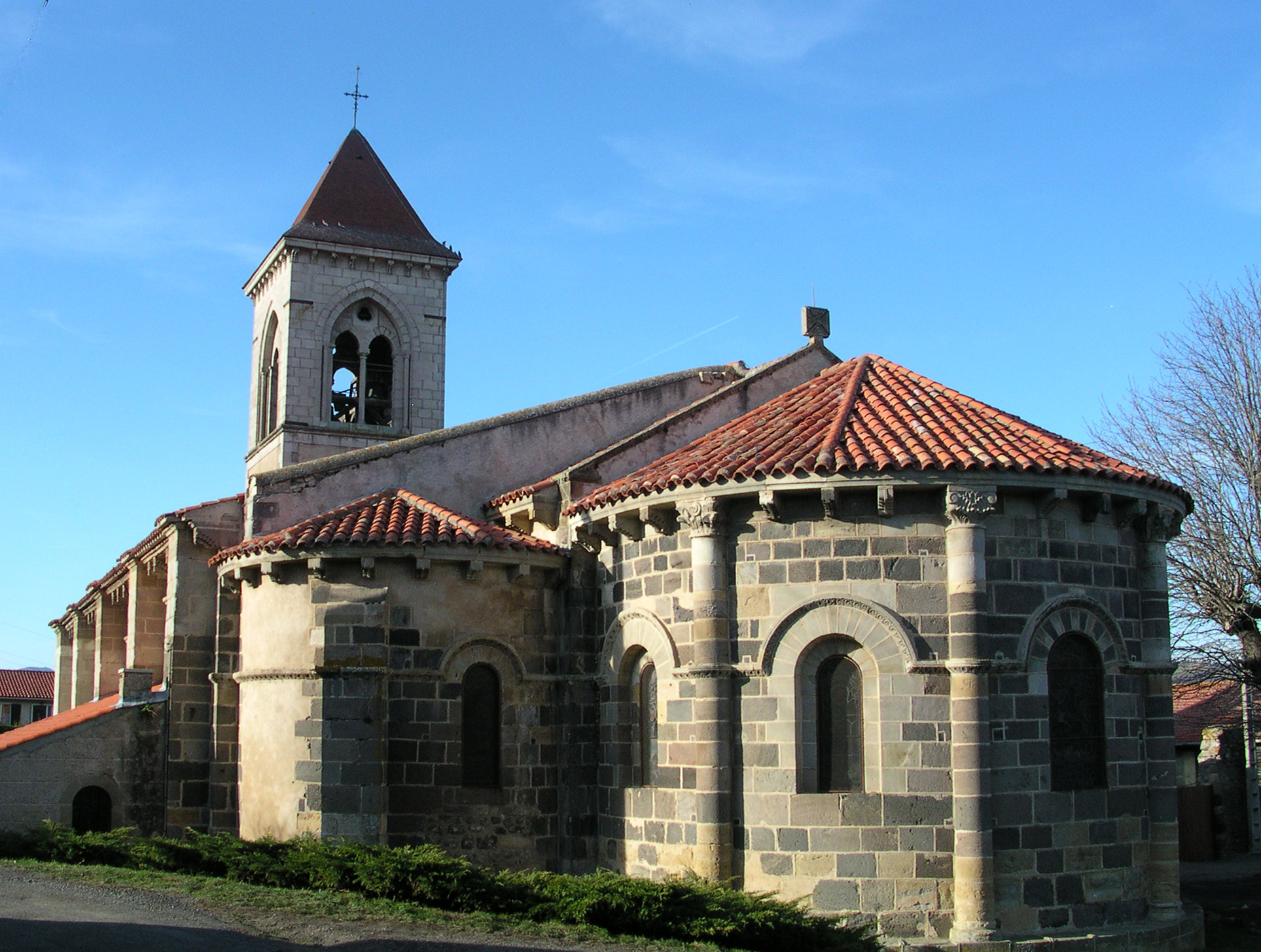
Chiesa di Le Crest
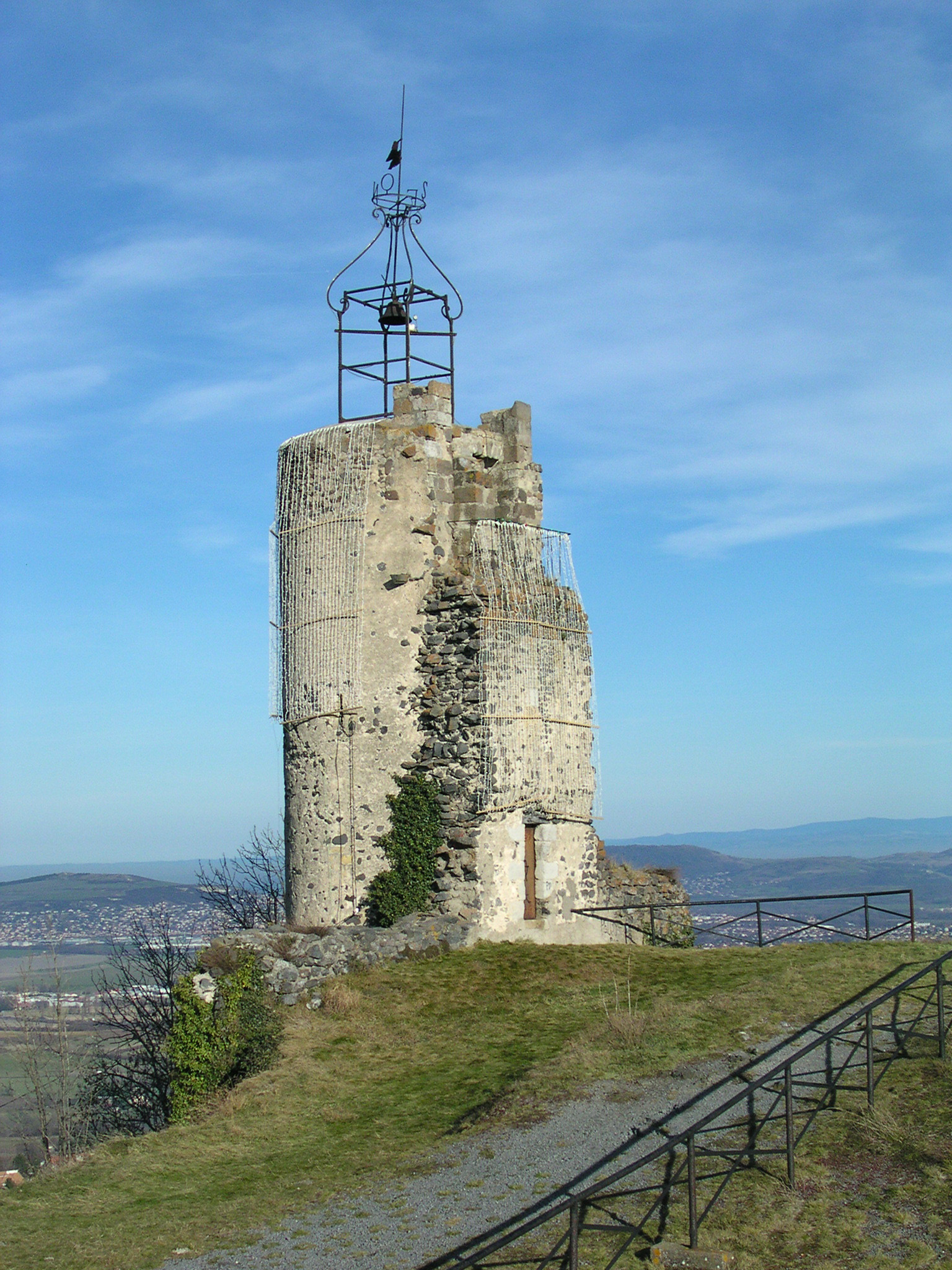
"La tour de l'horloge"
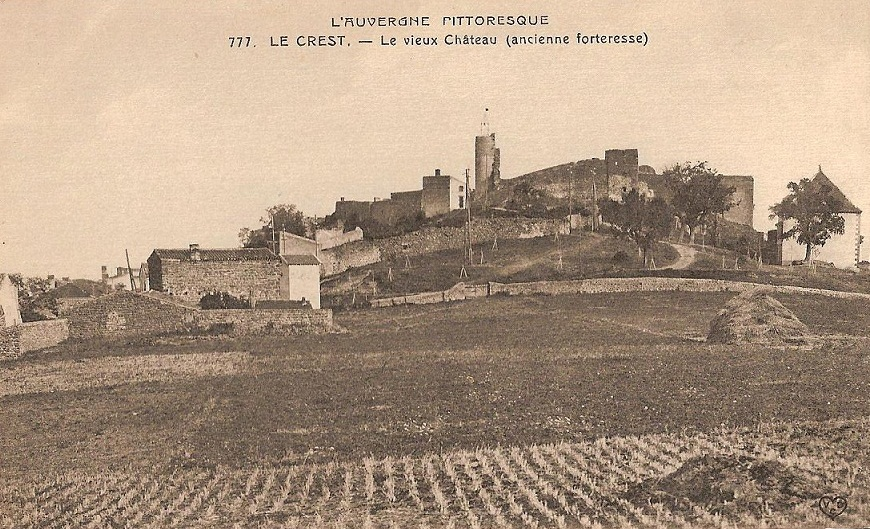
Il villaggio c. 1900
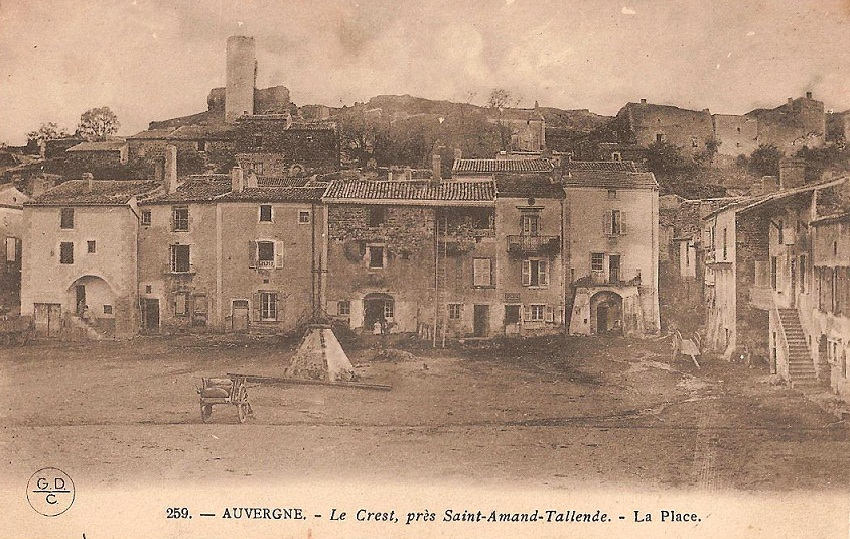
Piazza della fontana, c. 1900
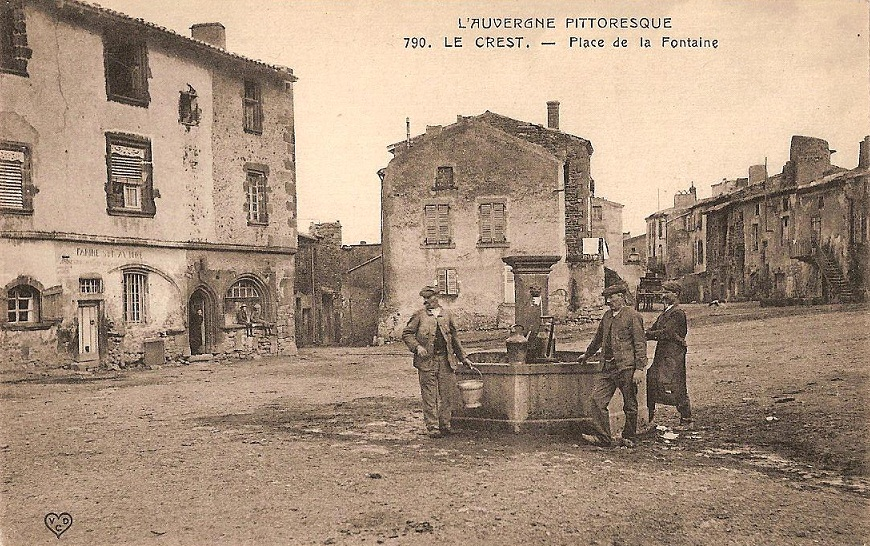
Piazza principale c. 1900

## Società

### Evoluzione demografica
Abitanti censiti